# Sumire Uesaka

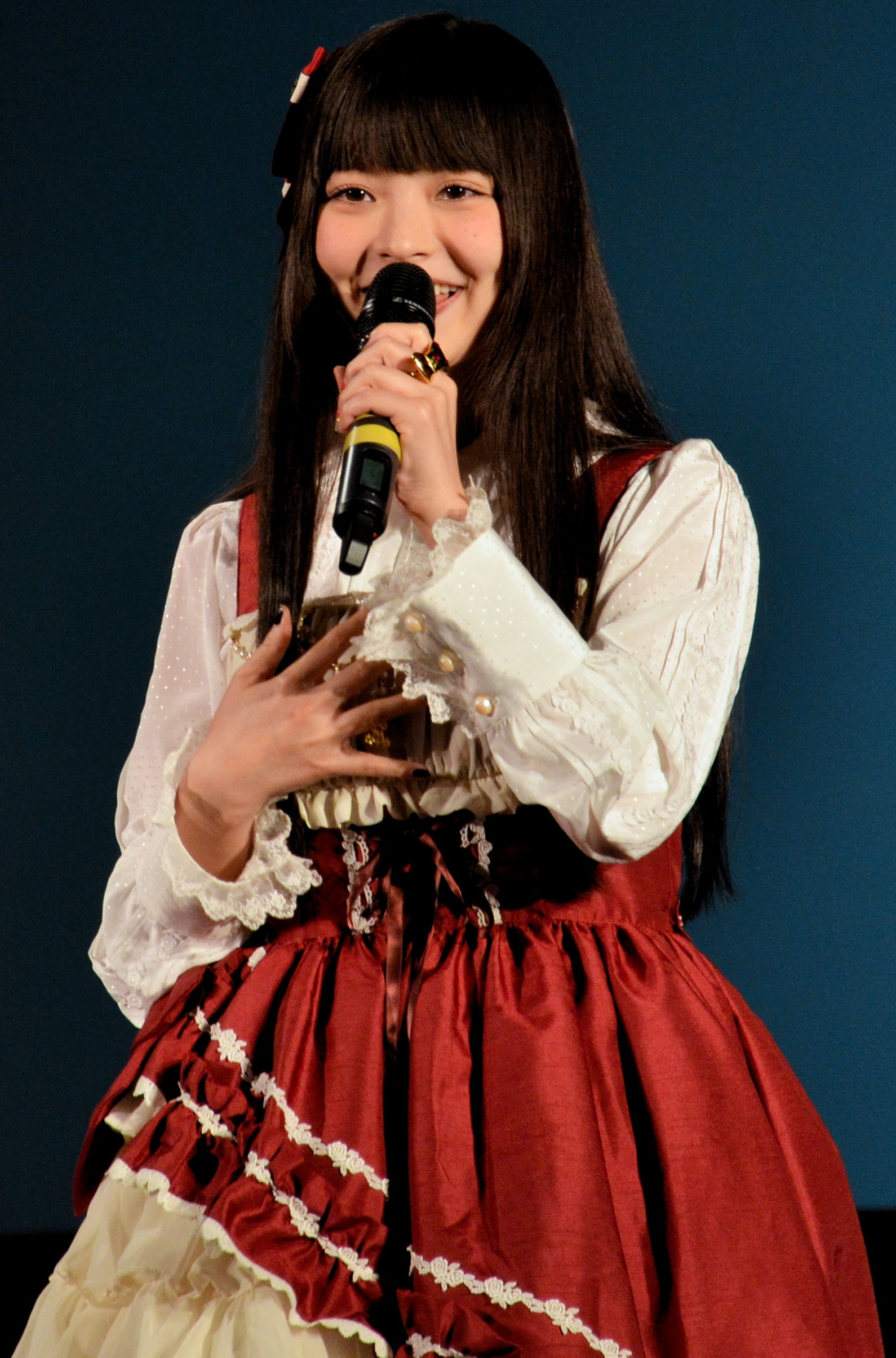
Uesaka występująca na Aniconie 2015

Sumire Uesaka (jap. 上坂すみれ Uesaka Sumire; ur. 19 grudnia 1991 w Kamakurze) – japońska seiyū i piosenkarka, pracująca dla agencji Voice Kit. Zdobyła nagrodę dla najlepszej debiutantki podczas 10. edycji wręczenia nagród Seiyū Awards. Zadebiutowała jako piosenkarka w kwietniu 2013 pod wytwórnią King Records.

## Kariera
We wrześniu 2009 Uesaka stała się regularnym gościem internetowego programu radiowego Web Radio @ Dengeki-Bunko.
W kwietniu 2011 dołączyła do Space Craft Entertainment, a od października 2011 jest osobowością radiową w internetowym programie radiowym A&G NEXT GENERATION Lady Go!. Jej pierwszą większą rolą była postać Sory Takanashi w serialu anime Papa no iukoto o kikinasai!.
Udzieliła głosu Nonnie w Girls und Panzer i była gościem na J-Fest w Rosji w listopadzie 2013.
4 września 2020 poinformowała, że opuściła Space Craft Entertainment i będzie pracować jako freelancerka. 1 marca 2021 ogłosiła, że dołączy do agencji Voice Kit.

## Życie prywatne
Od czasu usłyszenia hymnu państwowego ZSRR w pierwszej klasie liceum, Uesaka zainteresowała się kulturą rosyjską, a także byłym Związkiem Radzieckim. W kwietniu 2010 zapisała się na Wydział Studiów Zagranicznych na Uniwersytecie Sophia. 27 marca 2014 ukończyła studia na kierunku rusycystyka.
Uesaka jest fanką mody lolita i pracowała jako modelka dla publikacji takich jak Harajuku Pop i Lapin Labyrinthe.
W marcu 2016, po kilku przypadkach molestowania seksualnego w Internecie, ogłosiła, że jej osobiste konto na Twitterze nie będzie już dłużej prowadzone, jednakże zostało wznowione w listopadzie 2016. Jej osobiste konta na Twitterze i Instagramie zostały później zamknięte 21 lipca 2017 po ciągłym nękaniu, po czym jej obecność w mediach społecznościowych została ograniczona do nowego konta na Twitterze prowadzonego przez jej agencję.

## Filmografia

### Seriale anime
2012
- Girls und Panzer – Nonna, Piyotan[15]
- Kokoro Connect – Kaoru Setouchi
- Papa no iukoto o kikinasai! – Sora Takanashi[16]
- Miłość, gimbaza i kosmiczna faza – Sanae Dekomori[17]
- Sengoku Collection – Yoshiaki Mogami

2013
- Fantasista Doll – Manai Hatsuki
- Genshiken nidaime – Rika Yoshitake
- GJ-bu – Tamaki Kannazuki
- Namiuchigiwa no Muromi-san – Sumida-san
- Outbreak Company – Elvia Hanaiman

2014
- Cross Ange – Momoka Oginome
- Ore, Twintail ni narimasu. – Sōji Mitsuka
- Hōzuki no reitetsu – Peach Maki
- Inugami-san to Nekoyama-san – Yachiyo Inugami
- Madan no ō to Vanadis – Titta
- Miłość, gimbaza i kosmiczna faza: Porywy serca – Sanae Dekomori
- Nobunagun – Gariko
- Seitokai yakuindomo – Nozomi Mori
- Z/X Ignition – Reia Sento

2015
- Concrete Revolutio – Kikko Hoshino[18]
- Dog Days – Sharu
- Kantai Collection – Fubuki, Sōryū, Hiryū
- Itoshi no Muco – Rena-chan
- Overlord – Shalltear Bloodfallen
- Plastic Memories – Eru Miru
- Q Transformer: Saranaru ninkimono e no michi – Arcee
- Shimoneta to iu gainen ga sonzai shinai taikutsu na sekai – Oboro Tsukimigusa
- Show by Rock!! – ChuChu
- Tesagure! Bukatsumono Spin-off purupurun sharumu to asobou – Okonogi Tomomi
- THE iDOLM@STER Cinderella Girls – Anastasia

2016
- Ange Vierge – Ageha Sanagi
- Concrete Revolutio: Chōjin gensō – The Last Song – Kikko Hoshino
- KanColle: The Movie – Fubuki, Sōryū, Hiryū
- Luck & Logic – Athena
- Musaigen no Phantom World – Mai Kawakami
- RS Project -Rebirth Storage- – Yuzuru Midō
- Show by Rock!! Short!! – ChuChu
- Show by Rock!!# – ChuChu
- Kono bijutsubu ni wa mondai ga aru! – Colette
- Tsukiuta. The Animation – Tsubaki Tendouin
- ViVid Strike! – Yumina Enclave

2017
- Aho Girl – Disciplinary Committee President
- Battle Girl High School – Yuri Himukai
- Beyblade Burst God – Ataru Okinaka
- Chaos;Child – Serika Onoe[19]
- Chō shōnen tantei-dan NEO – Mayumi Hanazaki[20]
- Hand Shakers – Chizuru
- The Idolmaster Cinderella Girls Theater – Anastasia[21]
- Isekai wa Smartphone to tomo ni – Leen
- Inuyashiki – Mari Inuyashiki
- Isekai shokudō – Aletta
- Urahara – Mari Shirako

2018
- BanG Dream! Girls Band Party! Pico i Pastel Life – Chisato Shirasagi[22]
- Kishuku gakkō no Juliet – Anne Sieber[23]
- Himote House – Minamo Arai[24]
- Killing Bites – Ui Inaba
- Pop Team Epic – Pipimi (odc. 3, część A) i Korona Yuhi[25]
- Ongaku shōjo – Kiri Mukae
- Overlord (sezon 2 i 3) – Shalltear Bloodfallen
- Sōten no ken Re:Genesis – Erika Arendt
- Ken en ken: Aoki kagayaki – Cesarzowa Long Cheng

2019
- Azur Lane – HMS Warspite, HMS Queen Elizabeth (1913), USS Saratoga (CV-3), IJN Akashi
- BanG Dream! sezon 2 – Chisato Shirasagi[26]
- Carole & Tuesday – Angela Carpenter[27]
- Grimms Notes The Animation – Curly[28]
- Isekai Quartet – Shalltear Bloodfallen
- Araburu kisetsu no otome-domo yo – Rika Sonezaki[29]
- Senryū shōjo – Tao Hanakai[30]
- Star Twinkle PreCure – Yuni / Cure Cosmo[31]
- Nande koko ni sensei ga!? – Kana Kojima[32]

2020
- Koisuru Asteroid – Mari Morino[33]
- BanG Dream! sezon 3 i BanG Dream! Girls Band Party! Pico: Ohmori – Chisato Shirasagi[34]
- Tonikaku kawaii – Aya Arisugawa[35]
- Hatena Illusion – Kokomi Kikyōin[36]
- Kyokō suiri – Karin Nanase[37]
- Iwa kakeru! Sport Climbing Girls – Konomi Kasahara[38]
- Lapis Re:Lights – Camilla[39]
- Rail Romanesque – Suzushiro[40]
- Murenase! Seton gakuen – Anne Anetani
- Shachō, Battle no jikan desu! – Valmi[41]
- Senyoku no Sigrdrifa – Komachi Mikuri[42]

2021
- Azur Lane bisoku zenshin! – IJN Akashi[43]
- BanG Dream! Girls Band Party! Pico Fever! – Chisato Shirasagi[44]
- Ijiranaide, Nagatoro-san – Hayase Nagatoro[45]
- Ex-Arm – Chikage Rokuoin[46]
- Kageki shōjo!! – Sawa Sugimoto[47]
- Kimi to Fit Boxing – Martina[48]
- Kobayashi-san chi no Maid Dragon S – Chloe
- Otome Game no hametsu Flag shika nai akuyaku reijō ni tensei shiteshimatta... X – Susanna Randall[49]
- PuraOre! Pride of Orange – Maya Walker[50]
- Isekai shokudō 2 – Aletta[51]
- Show by Rock!! Stars!! – ChuChu[52]
- Kumo desu ga, nani ka? – Ariel[53]
- Takt Op. Destiny – Valkyrie
- Niepokonana Jahy – Kyoko Jingu[54]
- Heion sedai no idaten-tachi – Nickel[55]

2022
- Girls’ Frontline – Mosin-Nagant, PPSh-41[56]
- Hanabi-chan wa okuregachi – Versus Ikusa Takanawa[57]
- Koi wa sekai seifuku no ato de – Anna Hashimoto[58]
- Overlord IV – Shalltear Bloodfallen[59]
- Princess Connect! Re:Dive sezon 2 – Suzuna[60]
- Bucchigire! – Akira[61]
- Urusei Yatsura (2022) – Lum[62]
- Yatogame-chan kansatsu nikki yonsatsume – Shō Kochikashi[63]

2023
- Ijiranaide, Nagatoro-san 2nd Attack – Hayase Nagatoro[64]
- Tonikaku kawaii sezon 2 – Aya Arisugawa[65]
- Isekai wa Smartphone to tomo ni sezon 2 – Leen[66]
- Kaminaki sekai no kamisama katsudō – Shiruriru[67]
- Rail Romanesque 2 – Suzushiro[68]
- Rokudō no onna-tachi – Ranna Himawari[69]
- Spy kyōshitsu – Thea[70]
- Tearmoon teikoku monogatari – Mia Luna Tearmoon[71]
- TenPuru – Kagura Baldwin[72]
- Kimi no koto ga dai dai dai dai daisuki na 100-nin no kanojo – Hahari Hanazono[73]
- Megami no Café Terrace – Kikka Makuzawa[74]
- Yuri to moja praca! – Mitsuki Ayanokōji[75]

2024
- Tokidoki bosotto roshia-go de dereru tonari no Alya-san – Alisa Mikhailovna Kujou[76]
- Grendizer U – Sayaka Yumi[77]
- Yoru no kurage wa oyogenai – Miiko[78]
- Kinnikuman: Perfect Origin Arc – Meat[79], Bibimba[80]
- Shaman King: Flowers – Alumi Niumbirch[81]
- Make Heroine ga ōsugiru! – Konami Amanatsu[82]
- Amagami-san chi no enmusubi – Yae Amagami[83]

### ONA
- Eyedrops (2016) – kwas ε-aminokapronowy[84]
- Yōjo shachō (2021–2023) – Yuki Karuizawa[85]
- Ganbare Dōki-chan (2021) – Kōhai-chan[86]

### Filmy anime
- Takanashi Rikka kai: Gekijōban Chūnibyō demo koi ga shitai! (2013) – Sanae Dekomori
- Girls und Panzer der Film (2016) – Nonna, Piyotan
- Miłość, gimbaza i kosmiczna faza! Za mną leć (2018) – Sanae Dekomori
- BanG Dream! Film Live (2019) – Chisato Shirasagi[87]
- Goblin Slayer: Goblin’s Crown (2020) – Noble Fencer
- BanG Dream! Film Live 2nd Stage (2021) – Chisato Shirasagi[88]
- Re:cycle of Penguindrum (2022) – Purin-Chu-Penguin[89]
- Mobile Suit Gundam Seed Freedom (2024) – Ingrid Tradoll[90]
- Ōmuro-ke (2024) – Megumi Sonokawa[91]
- Uma Musume Pretty Derby:  Shin jidai no tobira (2024) – Agnes Tachyon[92]

### Gry komputerowe
2012
- Game Demo papa no iu koto wo kikinasai! – Sora Takanashi
- Corpse Party Anthology: Sachiko’s Game of Love Hysteric Birthday 2U – Ran Kobayashi[93]
- Kokoro Connect Yochi Random – Kaoru Setouchi
- The Idolmaster Cinderella Girls – Anastasia

2013
- Kantai Collection – Sōryū, Hiryū, Fubuki class

2014
- Hyperdevotion Noire: Goddess Black Heart – Lid
- Danganronpa Another Episode: Ultra Despair Girls – Jataro Kemuri
- Atelier Shallie: Alchemists of the Dusk Sea – Shallotte Elminus

2015
- League of Legends – Jinx
- Xenoblade Chronicles X – głos awatara
- Battle Girl High School – Yuri Himukai

2016
- Girls’ Frontline – Mosin-Nagant, Makarov, PPSh-41, – Val i PPS-43
- Genkai Tokki: Seven Pirates – Waffle
- Guns Girl Z – Sin Mal
- Lego Dimensions – Bubbles
- Granblue Fantasy – Hallessena
- Grimms Notes – Curly
- Star Ocean: Anamnesis – Ivlish
- Onigiri Online – Oda Nobunaga
- Counter-Strike Online 2 – Yuri and Lisa
- Alternative Girls – Tsumugi Hiiragi
- Metal Waltz – Zoe Sherman

2017
- BanG Dream! Girls Band Party! – Chisato Shirasagi
- Azur Lane – USS Saratoga (CV-3), HMS Queen Elizabeth (1913), HMS Warspite (03), IJN Akashi, KMS Deutschland i SN Kirov
- Another Eden – Suzette[94]
- Chaos;Child – Serika Onoe

2018
- Food Fantasy (2018) – Osechi
- Princess Connect! Re:Dive – Suzuna / Suzuna Minami[95]
- Street Fighter V: Arcade Edition – Falke
- Master of Eternity – Emily
- Fitness Boxing – Martina[96]

2019
- Dead or Alive 6 – NiCO
- Project Sakura Wars – Houan Yui
- Sangokushi Heroes – Sun Shangxiang

2020
- Yakuza: Like a Dragon – Saeko Mukouda i Nanoha Mukouda
- Sdorica – PAFF
- Cytus 2 – PAFF
- Magia Record – Yuuna Kaharu
- Crash fever – Dilong Caishen
- Final Fantasy VII Remake – Kyrie Canaan[97]
- TOUHOU Spell Bubble – Remilia Scarlet
- Fitness Boxing 2: Rhythm and Exercise – Martina[98]

2021
- Samurai Shodown – Hibiki Takane
- Alchemy Stars – Lester, Sikare, Migard
- NEO: The World Ends with You – Kanon Tachibana[99]
- Fate/Grand Order – Izumo no Okuni
- Uma Musume Pretty Derby – Agnes Tachyon[100]

2022
- Goddess of Victory: Nikke – Exia, Drake[101]
- Samurai Maiden – Hagane[102]

2023
- Blue Archive – Kasumi Kinugawa[103]

2024
- Like a Dragon: Infinite Wealth – Saeko Mukouda[104]
- Final Fantasy VII Rebirth – Kyrie Canaan[104]
- Honkai: Star Rail – Obsidian

## Dyskografia

### Albumy
- Kakumei Teki Broadway Shugisha Doumei (jap. 革命的ブロードウェイ主義者同盟) (2014)[105]
- 20 Seiki no Gyakushuu (jap. 20世紀の逆襲) (2016)[106]
- No Future Vacances (jap. ノーフューチャーバカンス) (2018)[107]
- Neo Propaganda (2020)[108]
- Anthology & Destiny (2022)[109]
- Sumire Catalog (2024)[110]

### Single
- Nanatsu no Umi Yori Kimi no Umi (jap. 七つの海よりキミの海) (2013)[111]
- Genshi, Joshi wa, Taiyou Datta. (jap. げんし、じょしは、たいようだった。) (2013)[112]
- Parallax View (jap. パララックス・ビュー) (2014)[113]
- Kitare! Akatsuki no Doushi (jap. 来たれ! 暁の同志) (2014)[114]
- Enma Daiou ni Kiite Goran (jap. 閻魔大王に訊いてごらん) (2014)[115]
- Inner Urge (2015)[116]
- Koisuru Zukei (cubic futurismo) (jap. 恋する図形) (2016)[117]
- Odore! Kyuukyoku Tetsugaku (jap. 踊れ！きゅーきょく哲学) (2017)[118]
- Kanojo no Gensou (jap. 彼女の幻想) (2017)[119]
- POP TEAM EPIC (2018)[120]
- Bon♡Kyu♡Bon wa Kare no Mono♡ (jap. ボン♡キュッ♡ボンは彼のモノ♡) (2019)[121]
- EASY LOVE (2021)[122]
- Seikatsu Konkyu Damedinero (jap. 生活こんきゅーダメディネロ) (2021)[123]
- LOVE CRAZY (2023)[124]
- Happyend Princess (jap. ハッピーエンドプリンセス) (2023)[125]